# Arubolana aruboides
Arubolana aruboides là một loài động vật giáp xác thuộc họ Cirolanidae. Đây là loài đặc hữu của Bermuda.